# Hypotéza o cizím parazitovi
Hypotéza o cizím parazitovi je desátý díl čtvrté řady amerického televizního seriálu Teorie velkého třesku. V této epizodě hostuje Brian Thomas Smith. Režisérem epizody je Mark Cendrowski.

## Děj
Všechna děvčata sedí v baru, kde potkají Pennina bývalého přítele Zacka, na kterého nezvyklým způsobem reaguje Amy. Ta následně řeší to, co se stalo, se Sheldonem. Ten si zprvu myslí, že má v sobě Amy nějakého parazita, nakonec ale společně dojdou k tomu, že Zack Amy sexuálně vzrušil. Sheldon celou situaci řeší s Penny a ta mu poradí, že by něco měl dělat s jejími "potřebami". Místo toho, aby s ní pohlavní styk měl on sám, snaží se jej domluvit mezi Amy a Zackem. Oběma domluví rande, na něm ale Amy zjistí, že Zack nepatří k nejbystřejším lidem, což celou situaci vyřeší.
Mezitím se Raj a Howard přou o to, kdo z nich by v imaginárním světě byl v roli superhrdiny a kdo v roli jeho pomocníka. Snaží se to rozhodnou pomocí řeckořímského zápasu. V kruhu však kolem sebe jen pobíhají a sotva se vzájemně dotknou.

## Obsazení
| Johnny Galecki     | Leonard Hofstadter      |
| Jim Parsons        | Sheldon Cooper          |
| Kaley Cuoco        | Penny                   |
| Simon Helberg      | Howard Wolowitz         |
| Kunal Nayyar       | Raj Koothrappali        |
| Mayim Bialik       | Amy Farrah Fowler       |
| Melissa Rauch      | Bernadette Rostenkowski |
| Brian Thomas Smith | Zack Johnson            |